# 大埜正雄
大埜 正雄（おおの まさお、1923年3月2日 - 2001年2月11日）は、神奈川県出身のサッカー選手、サッカー指導者。ポジションはFW、HB。

## 来歴
神奈川県立湘南中学時代の1939年に全国中等学校蹴球選手権大会（全国高等学校サッカー選手権大会の前身）でベスト4に進出。1940年に湘南中学を卒業し、旧制水戸高等学校に進学。東京帝国大学経済学部へ進学しア式蹴球部に所属。東大LB（現役、OBで構成される混成チーム）の一員として有馬洪らと共に1949年の全日本選手権の優勝に貢献した。
大学卒業後は日産化学工業に入社した（勤務先でサッカー部活動を行ったかは不明）。
1955年に松永碩、岩淵功らと共に東京クラブに加入。同年の第1回都市対抗選手権優勝、翌1956年も大会連覇に貢献した。
日本代表としては、1952年6月8日の全香港華人選抜戦で初出場。1954 FIFAワールドカップ・予選、1954年アジア競技大会など国際Aマッチ3試合に出場。1956年5月にはメルボルン五輪日本代表のコーチに就任した。
2001年2月11日、腹部動脈瘤破裂のため死去、享年78。

## 所属クラブ
- 神奈川県立湘南中学校
- 東京帝国大学/東京大学
- 東大LB
- 東京クラブ

## 代表歴

### 出場大会
- 1954 FIFAワールドカップ・予選
- 1954年アジア競技大会

### 試合数
- 国際Aマッチ 3試合 0得点(1954)

| 日本代表 | 国際Aマッチ | 国際Aマッチ | その他 | その他 | 期間通算 | 期間通算 |
| 年       | 出場        | 得点        | 出場   | 得点   | 出場     | 得点     |
| -------- | ----------- | ----------- | ------ | ------ | -------- | -------- |
| 1952     | 0           | 0           | 1      | 0      | 1        | 0        |
| 1953     | 0           | 0           | 2      | 0      | 2        | 0        |
| 1954     | 3           | 0           | 0      | 0      | 3        | 0        |
| 通算     | 3           | 0           | 3      | 0      | 6        | 0        |

### 出場
| No. | 開催日         | 開催都市 | スタジアム         | 対戦相手     | 結果 | 監督     | 大会               |
| --- | -------------- | -------- | ------------------ | ------------ | ---- | -------- | ------------------ |
| 1.  | 1954年03月14日 | 東京都   | 明治神宮外苑競技場 | 韓国         | △2-2 | 竹腰重丸 | ワールドカップ予選 |
| 2.  | 1954年05月01日 | マニラ   |                    | インドネシア | ●3-5 | 竹腰重丸 | アジア大会         |
| 3.  | 1954年05月03日 | マニラ   |                    | インド       | ●2-3 | 竹腰重丸 | アジア大会         |